# Craterul Gusev
Craterul Gusev este un crater de impact în Rusia. Acesta este situat în apropiere de Kamensk-Șahtinski în Regiunea Rostov.

## Date generale
Craterul are 3 km în diametru și vârsta sa este estimată la 49.0 ± 0,2 milioane de ani, plasându-se în Eocen. Craterul nu este expus la suprafață. Acesta este posibil să se fi format în același timp cu Craterul Kamensk din apropiere care este mai mare.